# X X X
"X X X" (Beijo Beijo Beijo) é o trigésimo nono single da banda japonesa L'Arc~en~Ciel, lançado em 12 de outubro de 2011. O single estreou na primeira posição na parada do Oricon Albums Chart e permaneceu lá por uma semana, vendendo 81.814 cópias. Foi classificado como o 67° single mais vendido em 2011 no Japão. No entanto, a banda não atingia a primeira posição da parada do Oricon desde o lançamento de "Drink It Down" em 2008.
Este single também inclui a primeira de um novo grupo de b-sides, as L'Acoustic versions, após o single anterior, "Good Luck My Way", encerrar com a introdução da banda alter ego P'unk~en~Ciel.

## Faixas
Todas as faixas escritas e compostas por Hyde. 
| N.º            | Título                                                 | Duração |  |
| 1.             | "X X X"                                                | 4:05    |  |
| 2.             | "I'm so Happy -L'Acoustic version-"                    | 4:37    |  |
| 3.             | "X X X (Hydeless version)"                             | 4:05    |  |
| 4.             | "I'm so Happy -L'Acoustic version- (Hydeless version)" | 4:37    |  |
| Duração total: | Duração total:                                         | 17:24   |  |

## Desempenho
| Parada (2011)        | Melhor posição |
| -------------------- | -------------- |
| Oricon Singles Chart | #1             |

## Ficha técnica
- Hyde – vocais
- Ken – guitarra
- Tetsu – baixo
- Yukihiro – bateria